# Andrew Butchart
Andrew Butchart (né le 14 octobre 1991 à Stirling en Écosse) est un athlète britannique, spécialiste des courses de fond. 

## Biographie
Il atteint la finale du 5 000 mètres lors des Jeux olympiques de 2016, à Rio de Janeiro.

## Palmarès
| Date | Compétition                            | Lieu           | Résultat | Épreuve       | Temps          |
| ---- | -------------------------------------- | -------------- | -------- | ------------- | -------------- |
| 2016 | Jeux olympiques                        | Rio de Janeiro | 6e       | 5 000 m       | 13 min 08 s 61 |
| 2016 | Championnats d'Europe de cross-country | Chia           | 4e       | Cross-country | 28 min 01 s    |
| 2017 | Championnats du monde                  | Londres        | 8e       | 5 000 m       | 13 min 38 s 73 |
| 2017 | Championnats d'Europe de cross-country | Samorin        | 3e       | Cross-country | 30 min 00 s    |
| 2019 | Championnats d'Europe en salle         | Glasgow        | 10e      | 3 000 m       | 8 min 03 s 11  |
| 2019 | Championnats d'Europe de cross-country | Lisbonne       | 5e       | Cross-country | 30 min 38 s    |
| 2022 | Championnats d'Europe                  | Munich         | 7e       | 5 000 m       | 13 min 30 s 38 |

## Records
| Épreuve       | Temps         | Lieu    | Date            |
| ------------- | ------------- | ------- | --------------- |
| 1 500 m       | 3 min 38 s 84 | Watford | 29 juin 2019    |
| 3 000 m       | 7 min 35 s 65 | Londres | 13 juillet 2021 |
| 5 000 m       | 13 min 6 s 21 | Londres | 20 juillet 2019 |
| 10 kilomètres | 28 min 28 s   | Londres | 27 mai 2019     |